# حور متباين الأوراق
حور متباين الأوراق (الاسم العلمي:Populus heterophylla) هو نوع من النباتات يتبع جنس الحور من الفصيلة الصفصافية.